# Górna Mezopotamia

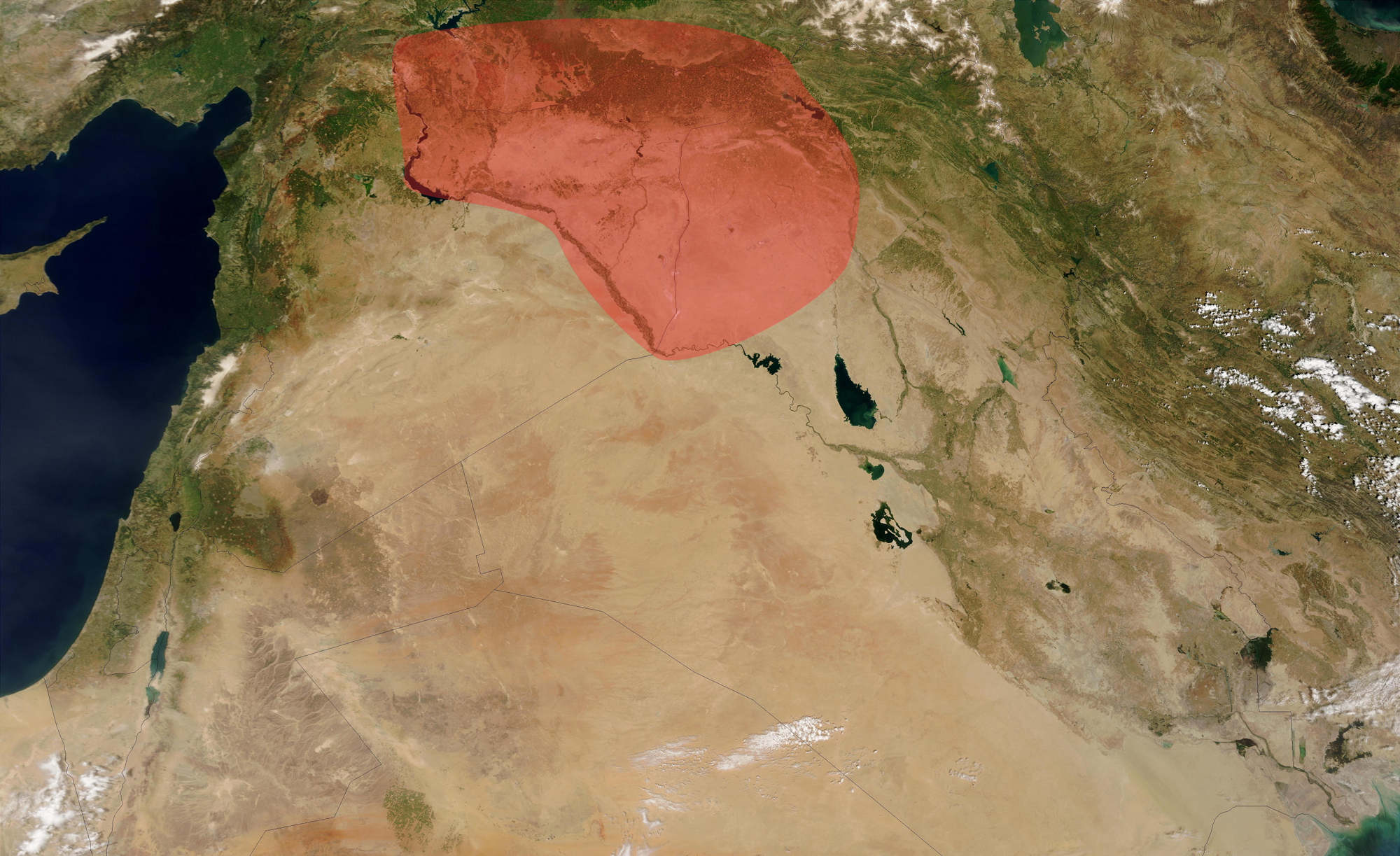

Al-Dżazira

Górna Mezopotamia, także Al-Dżazira (arab. ‏الجزيرة‎, Al-Ǧazīra, tłum. ‘wyspa’; kurd. میزۆپۆتامیای سەروو, Mîzopotamyay Serû; tur. Yukarı Mezopotamya) – region wyżynny w północno-zachodnim Iraku, wschodniej Syrii i częściowo w południowo-wschodniej Turcji, w dorzeczu Tygrysu i Eufratu, część historycznej Mezopotamii.
W okresie panowania kalifatu, od nazwy osiadłych plemion arabskich, słynącą z rozbójnictwa Górną Mezopotamię dzielono na Dijar Bakr (arab. ‏ديار بكر‎, Diyār Bakr) nad górnym Tygrysem, ze stolicą w Amidzie (obecnie Diyarbakır), Dijar Rabi’a (arab. ‏ديار ربيعة‎, Diyār Rabīʿa) na dalszym odcinku Tygrysu, prawie po Bagdad (z głównym ośrodkiem w Mosulu) oraz Dijar Mudar (arab. ‏ديار مضر‎, Diyār Muḍar) nad Eufratem, którego głównym ośrodkiem była Ar-Rakka, ale ważnymi miastami były także Edessa i Harran.